# Abram Goc
Abram Rafaiłowicz Goc (ros. Абра́м Рафаи́лович Гоц, ur. 1882 w Moskwie, zm. 4 sierpnia 1940 w Niżnym Ingaszu w Kraju Krasnojarskim) – jeden z liderów partii eserowskiej.

## Życiorys
Urodził się w żydowskiej rodzinie kupieckiej. Ukończył realną szkołę w Moskwie, 1896 przystąpił do ruchu rewolucyjnego, 1900 wstąpił na Wydział Filozoficzny Uniwersytetu Berlińskiego, 1906 został członkiem Organizacji Bojowej Partii Socjalistów-Rewolucjonistów. W 1907 za przygotowywanie zamachu na pułkownika Rimana został skazany na 8 lat katorgi, po rewolucji lutowej działał w organizacji eserowskiej w Irkucku. 19 marca 1917 wrócił do Piotrogrodu i 14 kwietnia 1917 został członkiem Komitetu Wykonawczego Rady Piotrogrodzkiej, w którym przewodził frakcji eserowców. Był delegatem na III i IV Zjazd Partii Socjalistów-Rewolucjonistów, członkiem KC tej partii i członkiem Prezydium WCIK 1 zwołania. Przeciwstawiał się bolszewikom, po rewolucji październikowej utworzył Komitet Ocalenia Ojczyzny i Rewolucji, którego został przywódcą. Później formował grupy zbrojne i
przerzucał je na "Front Wołżański", po upadku Komucza udał się do Penzy, następnie do Odessy. W Południoworosyjskim Biurze KC Partii Socjalistów-Rewolucjonistów zajmował stanowisko "walki na dwa fronty" - z bolszewikami i ruchem białych.
W 1920 został aresztowany, 1922 skazany na karę śmierci, zamienioną w 1924 na 5 lat więzienia. Później wielokrotnie represjonowany pod zarzutem działalności antyradzieckiej, ostatecznie 20 czerwca 1939 został skazany przez Wojskowe Kolegium Sądu Najwyższego ZSRR na 25 lat pozbawienia wolności, zmarł w łagrze w Kraju Krasnojarskim.